# Supermodel (You Better Work)
Supermodel (You Better Work) è un brano musicale di genere house/dance pop interpretato dalla drag queen RuPaul, composto dallo stesso cantante insieme a Jimmy Harry e Larry Tee e pubblicato il 17 novembre 1992 in CD e vinile da 12" come terzo singolo tratto dall'album Supermodel of the World dall'etichetta discografica Tommy Boy Records.
La canzone ricevette una cover nel 2003 dalla cantante dance-pop Taylor Dayne per la colonna sonora del film Lizzie McGuire: Da liceale a popstar.

## Tracce

### Pubblicazione originale
CD versione USA
1. Supermodel (You Better Work) (Ready to Wear Mix)
2. Supermodel (You Better Work) (7" Mix)
3. Supermodel (You Better Work) (Couture Mix)
4. Supermodel (You Better Work) (La Wanda in Your Face)
5. House of Love (7" Radio Version)
6. House of Love (12" Version)
7. House of Love (Dub)

### Pubblicazione del 2006
Maxi-Single 9 tracce USA
1. SuperModel (El Lay Toya Jam) 3:55
2. SuperModel (Craig C. Havenhurst Vocal) 9:29
3. SuperModel (There, U Just Got Rocked Mix) 4:08
4. My Love Sees No Color (Electrolight Popular Mix) 4:02
5. SuperModel (Clean El Lay Toya Jam) 3:55
6. SuperModel (Craig C. Encino Edit) 3:54
7. My Love Sees No Color (Electrolight Stockholm Mix) 4:38
8. SuperModel (Craig C. Neverland Dub) 9:25
9. SuperModel (Jackopella) 3:45

CD #1 Australia
1. SuperModel (El Lay Toya Jam) 3:55
2. SuperModel (Craig C. Neverland Instrumental) 9:27
3. Coming Out Of Hiding (Trance Gender Mix) 3:25
4. My Love Sees No Color (Electrolight Stockholm Mix) 4:40

CD #2 Australia
1. SuperModel (Craig C. Encino Edit) 3:55
2. My Love Sees No Color (Electrolight Popular Mix) 4:03
3. My Love Sees No Color (Matheos' Dancin' Belly Mix) 4:25
4. My Love Sees No Color (Electrolight Stockholm Edit) 4:05*
5. My Love Sees No Color (Electrolight Popular Extended Club Mix) 10:21
6. My Love Sees No Color (Electrolight Stockholm Extended Club Mix) 11:04
7. Supermodel (El Lay Toya Acappella) 3:56